# Günther Schaumberg
Günther Schaumberg (* 28. Juni 1922 in Eschwege; † 1. Juli 2017 ebenda) war ein deutscher Kunsterzieher, Kunstmaler, Fossiliensammler und Amateur-Paläontologe.

## Biografie
Schaumberg legte 1940 sein Abitur in Eschwege ab, war danach Soldat im Zweiten Weltkrieg und wirkte von 1945 bis 1953 als Kunstmaler. Er studierte danach an der Werkakademie in Kassel um Kunsterzieher zu werden (Abschluss 1957) und war von 1959 bis 1984 Kunstlehrer am Gymnasium in Eschwege, an dem er selbst Schüler gewesen war. Daneben stellte er als Maler aus.
Seine Fähigkeiten als Künstler nutzte er auch für Fossilienzeichnungen und Rekonstruktionen.
Er sammelte ab den 1950er Jahren Fossilien besonders in der Region Eschwege, ab den 1970er Jahren besonders im Kupferschiefer des Richelsdorfer Gebirges und wurde zu einem international bekannten Experten dafür. Er arbeitete besonders mit dem Paläontologen Hans-Peter Schultze in Göttingen zusammen.
Er identifizierte 1976 Teile des Skeletts von Coelurosauravus als Teil eines Flugapparats und damit als das älteste Reptil mit nachgewiesenem Gleitflug. Von ihm stammen einige Erstbeschreibungen von fossilen Fischen, wie dem Euselachier Hopleacanthus richelsdorfensis 1982 und Muensterichthys buergeri 1989. Letzterer Name ist heute nicht mehr gültig, der Fisch wird inzwischen zur lange bekannten Fischform Reticulolepis exsculpta gerechnet. 1978 beschrieb er den Quastenflosser Coelacanthus granulatus neu. Schaumberg wies die Verwandtschaft der Fauna des hessisch-thüringischen Kupferschiefers mit gleichaltrigen Ablagerungen in England, Russland und Grönland nach und veröffentlichte weitere Beschreibungen urtümlicher Haie wie Wodnika.
Zusammen mit Hartmut Haubold schrieb er ein Buch über die Fossilien des Kupferschiefers.
1987 erhielt er die Zittel-Medaille und wurde 1997 zum Ehrendoktor der Universität Marburg ernannt. Ebenfalls 1987 erhielt er die silberne Ehrennadel der Philippi-Gesellschaft und 1990 die Philippi-Medaille für Verdienste um die Naturforschung in Nordhessen.
Seine Sammlung kam schon Jahrzehnte vor seinem Tod an das Naturkundemuseum Kassel.

## Schriften
- mit Hartmut Haubold: Die Fossilien des Kupferschiefers (= Neue Brehm Bücherei. Band 333). 1985; 2. Auflage 2006.
- Auf den Spuren der „Sintflut“ im Richelsdorfer Gebirge. In: Der Aufschluss, Band 21, 1970, S. 259–265
- Zwei neue Reptilfunde (Weigeltisaurus KUHN (?), Lepidosauria (?), Reptilia) aus dem Kupferschiefer von Richelsdorf (Perm, Hessen). In: Philippia, Band 3, 1976, S. 3–8[5]
- Über ein gut erhaltenes dermales Schädeldach von Platysomus striatus AGASSIZ (Palaeonisciformes, Actinopterygii, Osteichthyes) aus dem Kupferschiefer von Richelsdorf (Perm, Hessen). In: Geologisches Jahrbuch Hessen, Band 104, 1976, S. 39–42
- Erster Nachweis von Elonichthus punctatus ALDINGER (Palaeonisciformes, Actinopterygii, Osteichthyes) in Mitteleuropa, im Kupferschiefer von Richelsdorf (Perm, Hessen), Geolog. Jahrbuch Hessen, Band 105, 1977, S. 65–68
- Der Richelsdorfer Kupferschiefer und seine Fossilien, 4 Teile. In: Der Aufschluss, Band 28, 1977, S. 81–104, 189–198, 297–352, 427–442
- Neue Kenntnisse über die Anatomie von Janassa bituminosa (Schl.), Holocephali, Chondrichthyes, aus dem permischen Kupferschiefer. In: Paläontologische Zeitschrift, Band 53, 1979, S. 334–346
- Neue Nachweise von Bryozoen und Brachiopoden als Nahrung des permischen Holocephalen Janassa bituminosa (SCHLOTHEIM). In: Philippia, Band 4, 1979, S. 3–11
- Paläozoische Reptilien in Nordhessen. In: Philippia, Band 5, 1982, S. 3–10
- Der Kupferschiefer und seine versteinerten Tier- und Pflanzenreste aus dem Erdaltertum. In: Erich Hildebrand (Hrsg.): Land an Werra und Meißner. Ein Heimatbuch, Korbach 1983, 1990, S. 185–190.
- Über wenig bekannte Acrolepiden aus dem oberpermischen Kupferschiefer und Marl-Slate von Deutschland und NE-England. In: Philippia, Band 7, 1996, S. 325–354
- Ergänzungen zur Revision des Euselachiers "Wodnika striatula" MÜNSTER 1843 aus dem oberpermischen Kupferschiefer und Marl Slate. In: Geologica et Palaeontologica, Band 33, 1999, S. 203–217
- mit David M. Unwin und Silvio Brandt: New information on the Late Permian gliding reptile "Coelurosauravus". In: Paläontologische Zeitschrift, Band 81, Nr. 2, 2007, S. 160–173
- Seltene Beispiele für vermutlichen Sexualdimorphismus in der Wirbeltierfauna des späten Paläozoikums. In: Philippia. Band 14 (4), 2010, S. 289–298.